# Edwin De Maesschalck
Edwin De Maesschalck (Zottegem, 22 oktober 1952 - Gent, 7 juni 2016) is een gewezen burgemeester van Zottegem. Edwin De Maesschalck was Zottegems burgemeester van 1988 tot 2000. 
De Maesschalck werkte als advocaat en was een tijdlang stafhouder van de balie van Oudenaarde. 
Hij was een politicus voor de liberale partij VLD. Naast twaalf jaar burgemeester was hij ook ook zes jaar schepen in Zottegem.
Na de gemeenteraadsverkiezingen van 1988 werd een coalitie CVP-VOP (waar ook de Zottegemse PVV deel van uitmaakte) gevormd o.l.v. Edwin De Maesschalk; na de gemeenteraadsverkiezingen van 1994 ontstond een coalitie VLD-CVP o.l.v. Edwin De Maesschalk. De Maesschalk overleed in 2016 na een langdurige ziekte.